# Burgstall Zierberg
Der Burgstall Zierberg befindet sich nahe dem Gemeindeteil Engolling der niederbayerischen Gemeinde Auerbach im Landkreis  Deggendorf. Er liegt 650 m südöstlich von der Ortsmitte von Engolling. Er wird als Bodendenkmal unter der Aktennummer D-2-7244-0001 im Bayernatlas als „Burgstall hochmittelalterlicher Zeitstellung mit Vorburgareal“ geführt.

## Beschreibung
Der Burgstall Zierberg wird heute in seinem nordöstlichen Teil von der von Engolling nach Schweinbach führenden Straße durchschnitten. Er besteht aus einem Kegelstumpf mit unregelmäßiger Oberfläche und einem Durchmesser von etwa 35 m. Umgeben ist er von einem großteils noch erhaltenen Graben, der nach Südwesten offen in einen abfallenden Hang ausläuft. Der Anschnitt an der südwestlichen Straßenböschung zeigt 1,7 bis 2,0 m dicke und vermörtelte Bruchsteinmauern mit Brandspuren. Auf dem Plateau des Kegels ist noch viel Bauschutt anzutreffen. Aus der Brandschicht am Straßeneinschnitt wurden mittelalterliche Scherben geborgen, die im Deggendorfer Stadtmuseum aufbewahrt werden. Südwestlich unterhalb der Burg ist ein Altweg im Wald erkennbar, der eventuell von der Burg aus kontrolliert wurde.

## Geschichte
Die Burg Zierberg war im 12. Jahrhundert ein Sitz der Ortsadeligen Cirberch, Ministerialen der Grafen von Bogen; nach dem Aussterben der Grafen von Bogen nach 1242 standen diese dann im Dienst der bayerischen Herzöge. Ein Kalhoch de Chyrberch trat 1207 als Zeuge in einer Urkunde des Klosters Niederaltaich auf. Er scheint ein Sohn Luitolds von Au (Owe) bei Ranshofen und ein Verwandter des Warmund von Zierberg gewesen zu sein. Das Gut hat er auf dem Heiratsweg erhalten. Aus der Ehe gingen die zwei Söhne Heinrich und Wilhelm und die Tochter Sophia hervor. Letztere verheiratet sich mit Albert von Pernstein. Wilhelm erbt Zierberg und die Güter Au, Schweinbach und Waldmanning. 1209 wird er mit seinem Bruder Heinrich erstmals als Zeuge genannt. Da Wilhelm und seine Gattin Gertraud keine Kinder hatten, wollten beide ihre Güter dem Kloster Niederaltaich als Seelgerät schenken, von seinen Gütern Zierberg und Waldmanning hatten sie sich eine Leibrente ausbedungen. Diese Schenkung wurde von Herzog Heinrich am 10. September 1267 genehmigt. Abt Hermann von Niederaltaich befriedigte in den nächsten Jahren die Ansprüche der Verwandten Wilhelms, als da waren die Schwester Sophie und die beiden Neffen Albert und Konrad von Furth mit Geld. Wilhelm zog sich darauf in das Kloster zurück. Seine Gemahlin Gertrud konnte die Trennung aber nicht ertragen und drang 1273 in den Abt, dass sie sich wieder mit ihrem Gemahl vereinen wolle. Das wurde ihr auch gestattet und beide lebten im Kloster mit einem Diener und einer Magd. Das Schloss Zierberg und die Kapelle wurden zerstört.